# 姜胜
姜胜（1989年5月11日—），中国足球运动员，司职前锋。

## 职业生涯
姜胜出道于武汉少年队，2002年从武汉来到成都进入成都五牛梯队。2004年8月，姜胜到法国梅斯足球俱乐部试训并正式签约。姜胜代表梅斯队参加法甲U15梯队联赛，在10上场的比赛中攻入15球，一年之后以优异表现跳级升入U18梯队。然而受伤病影响，姜胜在两年的合同结束后选择退役回国并进入东华大学读书。
2011年7月姜胜重新复出，加入湖北中博征战中甲联赛。2014年，姜胜转会至同在中甲联赛的北京理工足球俱乐部。2015赛季，姜胜转会至新疆天山雪豹俱乐部。